# ODESSA
För andra betydelser, se Odessa (olika betydelser).

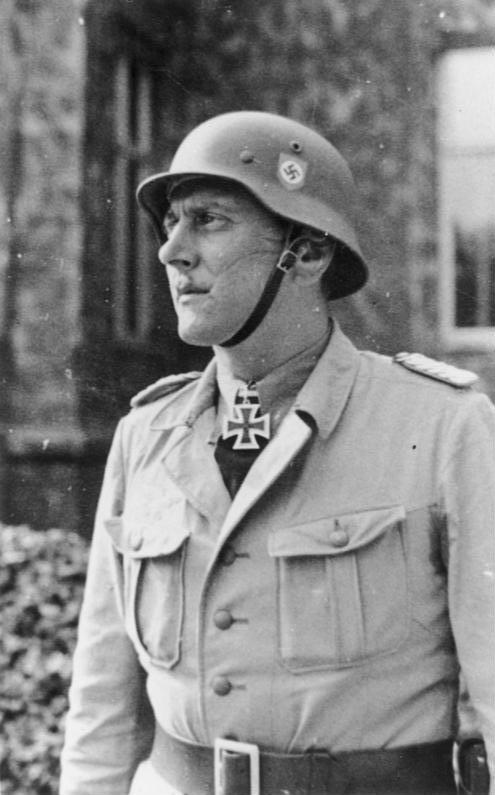
Otto Skorzeny, en av dem som nämns som grundare av organisationen.

ODESSA, akronym för tyska Organisation der ehemaligen SS-Angehörigen, Organisationen för före detta SS-medlemmar, var ett nätverk som hjälpte nazistiska krigsförbrytare att fly till Latinamerika eller Mellanöstern, där de kunde finna en fristad. Kända personer som troligen flydde med ODESSA:s hjälp var bland andra Josef Mengele, Adolf Eichmann, Klaus Barbie, Eduard Roschmann och Erich Priebke.
ODESSA skall ha haft förgreningar i Tyskland, Schweiz, Italien, Egypten, Argentina, Brasilien, Sydafrika och Vatikanen och grundades troligtvis av Otto Skorzeny 1946 men även Heinrich Himmler har nämnts som grundare vilket i så fall skulle betyda att ODESSA fanns innan krigsslutet och att man insett behovet av en sådan organisation. Enligt Simon Wiesenthal grundades ODESSA 1946, enligt författarinnan Gitta Sereny har den aldrig existerat. Nytt liv i diskussionen om ODESSA har funnits eller ej uppstod den 9 juli 1979 då någon tog på sig ansvaret för ett bombdåd mot två franska antinazister, Serge och Beate Klarsfeld, i ODESSA:s namn.